# Scaptomyza spilota
Scaptomyza spilota är en tvåvingeart som beskrevs av Hardy 1965. Scaptomyza spilota ingår i släktet Scaptomyza och familjen daggflugor. Artens utbredningsområde är Hawaii. Inga underarter finns listade i Catalogue of Life.